# Massachusetts militia
Die Massachusetts militia wurde als Massachusetts Bay Colonial Militia der Massachusetts Bay Colony 1636/7 gegründet und bestanden als Milizeinheiten des Commonwealth of Massachusetts nach der Gründung der Vereinigten Staaten weiter. Sie wurde 1903 in die Massachusetts National Guard überführt.

## Geschichte
Die Massachusetts Bay Colonial Militia der Massachusetts Bay Colony wurde 1636/7 unter Gouverneur Henry Vane gegründet. 1645 wurden einige Männer aus dem Aufgebot der verschiedenen örtlichen Milizen als Minutemen für deren schnellen Einsatz ausgewählt. Milizen der Provinz Massachusetts wurden zur Kolonialzeit in vielen Konflikten eingesetzt, so im König Philipps Krieg und im Franzosen- und Indianerkrieg. Massachusetts war eine der dreizehn Kolonien, die sich während der Amerikanischen Revolution gegen die britische Herrschaft auflehnten, dessen Milizen spielten eine wichtige Rolle in den Schlachten von Lexington und Concord.
Milizeinheiten des Commonwealth of Massachusetts waren auch in der Folge an allen bedeutenden kriegerischen Auseinandersetzungen der Vereinigten Staaten eingesetzt. 1840 wurde mit dem Massachusetts Militia Law die Massachusetts Volunteer Militia (MVM) begründet, der die Miliz neu organisiert. Zu Beginn des Amerikanischen Bürgerkriegs im Jahr 1861 wurden Einheiten der Massachusetts Miliz zum Dienst in der Unionsarmee mobilisiert. Von April bis Dezember 1864 wurden zudem insgesamt 27 Freikorps der Massachusetts Volunteer Militia zum aktiven Dienst einberufen, um die Garnisonen an der Küste zu besetzen.
Die Milizverbände der Bundesstaaten sind als Nationalgarde seit 1903 bundesgesetzlich und institutionell eng mit der regulären Armee und Luftwaffe verbunden, so dass (unter bestimmten Umständen mit Einverständnis des Kongresses) die Bundesebene auf sie zurückgreifen kann. Davon zu trennen ist die Staatsgarde, die Massachusetts State Defense Force (z. Z. inaktiv), die allein dem Bundesstaat verpflichtet ist und im Ersten und Zweiten Weltkrieg sowie im Vietnamkrieg die in Europa und im pazifischen Raum dienende Nationalgarde an der Heimatfront ersetzte.
Die Mitglieder der heutigen Nationalgarde sind freiwillig Dienst leistende Milizsoldaten, die dem Gouverneur von Massachusetts Charlie Baker unterstehen. Bei Einsätzen auf Bundesebene ist der Präsident der Vereinigten Staaten Commander-in-Chief. Adjutant General of Massachusetts ist seit Mai 2016 Brigadier General Gary W. Keefe.